# Пампулья (водохранилище)
Пампулья (порт. Lagoa da Pampulha, португальское произношение: [pɐ̃ˈpuʎɐ]) — водохранилище, расположенное в муниципалитете Белу-Оризонти в штате Минас-Жерайс в Бразилии. Носит название административного района Пампулья, на территории которого находится водохранилище.
Объём воды — 0,014 км³. Площадь поверхности — 2,6 км². Высота над уровнем моря — 801 м.
Водохранилище было построено в начале 1940-х годов во время правления мэра Жуселину Кубичека, будущего президента Бразилии. Пампулья, которая создавалась как источник воды для города Белу-Оризонти, вскоре оказалась загрязнена.

## Достопримечательности
Многие культурные достопримечательности Белу-Оризонти расположены на берегу водохранилища или неподалёку от него, в том числе Федеральный университет Минас-Жерайса, футбольный стадион Минейран, арена Минейринью, церковь Сан-Франсиску и Музей искусств.
В 1941 году мэр Кубичек предложил архитектору Оскару Нимейеру спроектировать ряд зданий вокруг озера Пампулья, к числу которых относятся церковь Сан-Франсиску, Музей искусств, Casa de Baile («дом танца») и Теннисный клуб. Сады Бурле Маркса, картины Портинари и скульптуры Ческиатти, Замойски и Хосе Педроса дополнили проект городского водохранилища. Эти здания и произведения искусства вместе положили начало современному бразильскому искусству и архитектуре. В июле 2016 года комплекс зданий, спроектированный Нимейером, попал в список Всемирного наследия ЮНЕСКО.

## Экологическое состояние
Пампулья подвержена загрязнению в связи со стремительной урбанизацией водосборной территории, сбросом неочищенных сточных вод из окрестностей Белу-Оризонти и неослабевающей эрозией во многих местах водосбора. Часто происходит цветение цианобактерий на водохранилище.
В феврале 2020 года в водах Пампульи был обнаружен новый вирус Yaravirus, гены которого ранее никогда не встречались ни у одной формы жизни и могут иметь отношение к крупным ядерно-цитоплазматическим ДНК-содержащим вирусам. Этой находке предшествовало обнаружение в 2014 году «вируса Нимейера», вида из рода мимивирусов, а также двух изолятов из рода Pandoravirus, выявленных в 2019 году в двух ручьях, впадающих в водохранилище.